# 흰뺨상어
흰뺨상어(학명:Carcharhinus dussumieri)는 흉상어목 흉상어과 흉상어속에 속하는 상어이다. 몸길이는 1m로 상어에서는 작은 종에 속하는 종이다.

## 특징
흰뺨상어는 날씬한 몸에 뺨 부위가 흰색이 특징인 종으로 이로 인해 흰뺨상어라는 이름이 붙은 종이다. 영어권에서는 Whitecheek Shark(화이트치크 샤크)라는 이름으로 불리는 종이다. 둥근 주둥이와 긴머리를 가지고 있으며 눈은 타원형이고 위턱과 아래턱의 양쪽 턱에는 여러줄의 뒤쪽을 가리키는 가느다란 톱니 모양의 이빨이 나 있다. 가슴지느러미는 길고 좁은 형태이며 구부러진 모양에 끝이 좁고 뾰족하다. 제1 등지느러미는 삼각형의 모양을 가지고 구부러지지 않은 적당한 크기를 가지며 제2 등지느러미는 제1 등지느러미보다 훨씬 작고 정점에 큰 검은색 반점이 존재한다. 흰뺨상어는 몸의 위쪽이 회색이거나 갈색에 가까운 회색을 하고 있으며 몸의 아래쪽은 흰색을 띄고 있다. 흰뺨상어는 이외에 같은 흉상어목 흉상어과 흉상어속에 속하는 상어들인 인도네시아고래상어나 검은점상어와 유사한 특징이 많아서 이종들과 혼동되기도 하는 종이다. 먹이로는 멸치, 청어, 정어리와 같은 작은 물고기들을 주식으로 하지만 이외에 문어, 오징어와 같은 두족류들, 게와 같은 갑각류들, 해저에서 서식하는 갯지렁이와 같은 연체동물들, 해양에 서식하는 일부 수생곤충 등도 잡아먹고 사는 육식성의 물고기에 속한다.

## 서식지, 번식기, 어획, 보호 활동
흰뺨상어의 주요한 서식지는 인도양과 서부 태평양으로 일본부터 시작해 인도네시아, 오스트레일리아, 아라비아해, 페르시아만까지 서식한다. 대륙붕과 해안 경사면으로 이뤄진 수심 0~170m의 자갈과 암석으로 이뤄진 곳에서 주로 서식하는 표해수대의 어류이다. 번식기는 1년 내내 가능하지만 주로 3월~5월의 봄에 번식한다. 봄에 수컷의 수정을 받은 암컷은 약 1년의 임신 기간을 거친 뒤에 이듬해가 되면 1~4마리의 유어를 출산하게 된다. 흰뺨상어는 사람의 식용으로 이용되는 어종으로서 주로 고기나 샥스핀으로 식용한다. 하지만 식용으로 남획되어 개체수가 많이 줄어들었기 때문에 국제자연보전연맹(IUCN)에서 정한 위기 등급의 멸종위기종이 되었으며 이로 인해 연간 잡을 수 있는 어획량을 국제적으로 엄격히 제한하고 있는 종이다.

## 같이 보기
- 흉상어목
- 흉상어과